# Lamiomimus chinensis
Lamiomimus chinensis là một loài bọ cánh cứng trong họ Cerambycidae.